# The Big Sound
The Big Sound — студійний альбом американського джазового саксофоніста Джина Еммонса, випущений у 1958 році лейблом Prestige Records.

## Опис
Цей альбом, як і наступний Groove Blues, був записаний тенор-саксофоністом Джином Еммонсом під час однієї сесії 3 січня 1958 року. Хоча у записі взяли участь багато запрошених солістів, лише одна композиція з чотирьох композицій цієї чверті сету («The Real McCoy» Мела Волдрона) грає Джон Колтрейн (на альт-саксофоні) і Пол Квінішетт (тенор). Однак, баритон-саксофоніст Пеппео Адамс звучить на двох треках, а флейтист Джером Річардсон (разом з піаністом Мелом Волдроном, басистом Джорджем Джойнером і ударником Артом Тейлором) грає на всіх чотирьох. Еммонс — головна зірка сесії (він дійсно досяг успіху під час неї) і в цілому знаходиться у прекрасній формі, виконуючи два стандарти («That's All» і «Cheek to Cheek»), власну «Blue Hymn» та оригінал Волдрона.

## Список композицій
1. «Blue Hymn» (Джин Еммонс) — 12:37
2. «The Real McCoy» (Мел Волдрон) — 8:33
3. «Cheek to Cheek» (Ірвінг Берлін) — 14:12
4. «That's All» (Алан Брандт, Боб Геймс) — 13:58

## Учасники запису
- Джин Еммонс — тенор-саксофон
- Джером Річардсон — флейта
- Джон Колтрейн — альт-саксофон (2)
- Пол Квінішетт — тенор-саксофон (2)
- Пеппер Адамс — баритон-саксофон (2, 4)
- Мел Волдрон — фортепіано
- Джордж Джойнер — контрабас
- Арт Тейлор — ударні

Технічний персонал
- Боб Вейнсток — продюсер
- Руді Ван Гелдер — інженер